# NGC 6083
NGC 6083 (również PGC 57520) – galaktyka spiralna (Sb), znajdująca się w gwiazdozbiorze Herkulesa. Odkrył ją Édouard Jean-Marie Stephan 21 czerwca 1876 roku. Jest to galaktyka z aktywnym jądrem typu LINER.